# Senoculidae
Senoculidae Simon, 1890 è una famiglia di ragni appartenente all'infraordine Araneomorphae.

## Distribuzione
Sono ragni poco noti, dalla diffusione limitata all'America meridionale e parte dell'America centrale.

## Tassonomia
Attualmente, a novembre 2020, si compone di 1 genere e 31 specie:
Senoculus Taczanowski, 1872 - America centrale e meridionale